# Gabriela Sabatini
Pour les articles homonymes, voir Sabatini.
Gabriela Sabatini (née le 16 mai 1970 à Buenos Aires) est une joueuse de tennis argentine et italienne.
Professionnelle de janvier 1985 à octobre 1996, elle a remporté vingt-sept titres en simple dames, dont trois tournois majeurs : l'US Open en 1990, le Masters en 1988 et 1994 ; ainsi que quatorze titres en double dames, dont le tournoi de Wimbledon en 1988.
Vice-championne olympique en 1988 lors des JO de Séoul, elle a également été finaliste de l'US Open la même année, de Wimbledon en 1991, ainsi que du Masters en 1987 et 1990. Elle s'est en outre distinguée aux Internationaux d'Italie, qu'elle a conquis à quatre reprises, en 1988, 1989, 1991 et 1992, et atteint son meilleur classement WTA en 1989, à la troisième place mondiale.
Sabatini se fit remarquer par son extrême précocité, lorsqu'elle devint en 1985 la plus jeune joueuse à atteindre une demi-finale à Roland-Garros, à l'âge de quinze ans, pour sa seconde participation dans un tournoi majeur ; un record qui sera battu par Jennifer Capriati cinq ans plus tard. Elle fut l'une des rares joueuses en mesure de contester Steffi Graf durant la première période d'hégémonie de l'Allemande de 1987 à 1990.
Membre du top dix mondial dix années consécutives, de 1986 à 1996, elle a fait preuve d'une exceptionnelle régularité au plus haut niveau, atteignant au minimum vingt-six demi-finales de tournois majeurs (dont cinq à Roland-Garros) entre 1985 et 1995, ce qui la situe ainsi en sixième position dans l'histoire du tennis féminin en ère Open, derrière Martina Navrátilová, Chris Evert, Steffi Graf, Serena Williams et Venus Williams, et à égalité avec Evonne Goolagong, Arantxa Sánchez Vicario et Maria Sharapova.
Sabatini se retire prématurément du circuit en 1996, à l'âge de 26 ans. Considérée comme la plus grande joueuse argentine en simple dames de l'histoire, et icône du tennis féminin des années 1980 et 1990,, elle fait son entrée au International Tennis Hall of Fame en 2006.

## Carrière tennistique

### 1983 - 1985: Les débuts
Fille d'Osvaldo Sabatini, un immigré italien, et de Beatriz Garofalo, Sabatini commence le tennis à l'âge de 6 ans et remporte son premier tournoi à l'âge de 8 ans.
En 1983, elle devient la plus jeune joueuse à remporter l'Orange Bowl, à seulement 13 ans. En 1984 elle remporte Roland-Garros junior, devient no 1 mondiale et championne du monde junior.

### 1985 - 1989: L'ascension
Sabatini confirme rapidement les espoirs placés en elle. Dès 1985, à tout juste 15 ans, elle atteint sa première demi-finale d'un tournoi du Grand Chelem, à Roland-Garros, perdue face à Chris Evert, future vainqueuse de la compétition. Elle décroche cette même année son premier titre sur le circuit WTA en dominant Linda Gates à l'Open de Tokyo.
En 1986, Sabatini remporte son premier titre sur terre battue, au Tournoi de Buenos Aires, face à Arantxa Sánchez, et s'installe dans le top dix mondial qu'elle ne quittera plus jusqu'à sa retraite sportive. Elle accède également à la finale de l'US Clay Court, à Indianapolis, face à l'allemande Steffi Graf, match serré qu'elle perdra finalement 6-2, 6-7, 4-6. Mais son meilleur résultat de l'année reste sa place de demi-finaliste au tournoi de Wimbledon, match concédé 6-2, 6-2 à la maîtresse des lieux, Martina Navrátilová.
Sabatini marque les esprits par son jeu inspiré, et s'attire une grande popularité grâce à un charisme exceptionnel, contribuant à accroître l'intérêt du public pour le tennis féminin.
Durant la saison 1987, elle remporte les tournois de Tokyo face à Manuela Maleeva, Brighton face à Pam Shriver, et Buenos Aires face à Isabel Cueto. Elle atteint également une demi-finale à Roland-Garros, une finale au tournoi de Rome, et une finale aux Masters, toutes trois perdues contre Steffi Graf.
1988 est l'année de sa rivale Steffi Graf, mais Sabatini réalise tout de même une saison brillante. Elle s'adjuge les tournois de Boca Raton face à l'Allemande, Rome et Montréal, mais elle remporte surtout son premier titre de prestige en fin d'année au Masters face à Pam Shriver au terme d'une finale en trois sets gagnants, sur le score de 7-5, 6-2, 6-2.
Elle atteint cette même saison les finales des tournois de Hilton Head, Amelia Island, Los Angeles, accède pour la première fois à une finale d'un Grand Chelem, à l'US Open, et décroche la médaille d'argent lors des Jeux olympiques de Séoul, ces deux dernières finales ayant été dominées par Steffi Graf.
En 1989, Sabatini participe à son premier Open d'Australie et atteint la demi-finale de la compétition, qu'elle perdra une nouvelle fois contre l'Allemande. Elle triomphe néanmoins aux tournois de Key Biscayne en dominant Chris Evert sur le score 6-1, 4-6, 6-2, Amelia Island où elle vient à bout de Graf (3-6, 6-3, 7-5), Rome, Filderstadt, et atteint une demi-finale à l'US Open et aux Masters. Elle sera également finaliste à Tampa, Berlin, et Manhattan Beach, et atteint le meilleur classement de sa carrière, à la troisième place mondiale.

### 1990: La consécration
En 1990, la joueuse argentine accède enfin à la consécration suprême. Sabatini remporte son unique titre du Grand Chelem en simple, à l'US Open, contre Steffi Graf (6-2, 7-64), prenant sa revanche face à l'Allemande qui l'avait vaincue deux ans plus tôt au même stade de la compétition. Elle devient ainsi la première joueuse sud-américaine à conquérir un titre du Grand Chelem en simple dames depuis Maria Bueno en 1966; et la seule en ère open.
Cette même année, elle est également demi-finaliste à Wimbledon, chutant face à Navrátilová, finaliste aux Masters où elle est battue par Monica Seles lors de la première rencontre officielle jamais jouée par des femmes en cinq manches (6–4, 5–7, 3–6, 6–4, 6–2), vainqueuse une nouvelle fois à Boca Raton contre Jennifer Capriati, finaliste à Zurich et Worcester.

### 1991-1994: La confirmation
L'année 1991 est marquée par sa troisième qualification pour une finale d'un tournoi du Grand Chelem, à Wimbledon, où elle retrouve une nouvelle fois Steffi Graf après avoir dominé Jennifer Capriati au tour précédent. La rencontre sera serrée, et l'Argentine parviendra même à deux points du match, avant que sa rivale ne s'impose finalement sur le score de 6-4, 3-6, 8-6.
Au cours de cette année, la championne argentine atteint également une nouvelle demi-finale à Roland-Garros et une demi-finale aux Masters. Sabatini remporte également les tournois de Tokyo, Boca Raton, Hilton Head, Rome, et atteint la finale de Key Biscayne.
1992 est une belle année pour la native de Buenos Aires, puisqu'elle atteint trois demi-finales consécutives en Grand Chelem, à l'Open d'Australie, Roland-Garros, et Wimbledon. Elle se qualifie également pour la demi-finale des Masters, et s'adjuge les tournois de Sydney, Tokyo, Hilton Head, Amelia Island et Rome. Elle prend part aux finales de Key Biscayne, Hambourg, Tokyo, et Filderstadt.
En 1993, pour la première fois de sa carrière, Sabatini ne remporte aucun titre. Elle se qualifie néanmoins pour la demi-finale à l'Open d'Australie, perdue face à Monica Seles, et accède aux finales de Amelia Island, Rome, et Berlin.
Toujours d'une grande régularité, Sabatini atteint en 1994 une nouvelle fois les demi-finales de l'Open d'Australie et de l'US Open. En fin de saison, elle remporte son troisième titre majeur, le Masters, face à Lindsay Davenport, à nouveau dans un format en trois sets gagnants (6-3, 6-2, 6-4), et accède aux finales de Amelia Island et Strasbourg.

### 1995-1996: La lassitude
Lors de la saison 1995, Sabatini réalise son meilleur parcours de l'année à l'US Open, où elle atteint une demi-finale, perdue face à Steffi Graf. Elle s'adjuge le tournoi de Sydney, et se hisse en finale d'Amelia Island et Filderstadt.
En 1996, expliquant avoir perdu le goût du jeu et supportant de plus en plus difficilement les inconvénients liés à son métier, Sabatini annonce la fin de sa carrière au mois d'octobre et fait ses adieux publics au Madison Square Garden à New York.

## Style de jeu
Gabriela Sabatini était une joueuse polyvalente, dotée d'une grande maîtrise technique. Elle pratiquait un jeu varié et inspiré, adapté en fonction de la surface et de ses adversaires. Aidée par d'excellentes qualités athlétiques, elle se montrait solide en fond de court mais faisait également preuve d'audace dans les filières courtes et d'une main de grande qualité.
Son revers à une main, slicé ou punché, était d'une précision remarquable, et fut considéré comme l'un des plus esthétiques du circuit féminin, quelques années avant celui de Justine Hénin ou Amélie Mauresmo. Elle fut l'une des premières joueuses à tenter des « tweeners », rebaptisés par ses admirateurs des « Sabatweenies ». Nombre de suiveurs et d'analystes considèrent qu'elle possédait un niveau technique supérieur à celui de ses plus grandes rivales de l'époque, étant capable de maîtriser les filières longues et courtes, maîtrisant tous les effets, disposant d'un toucher remarquable, et s'adaptant avec brio et régularité aux surfaces rapides, lentes et intermédiaires.

## Faits de carrière

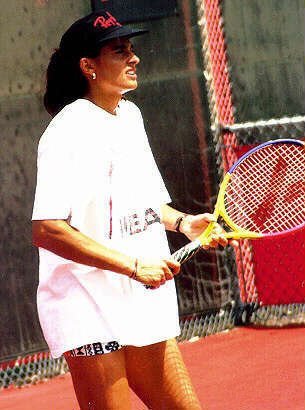
Gaby Sabatini durant une séance d'entraînement dans les années 1990.

Avec Martina Navrátilová, elle est l'une des rares joueuses capables de battre Steffi Graf pendant les années de domination incontestée de la joueuse allemande de 1987 à 1989. Mais Sabatini perd plusieurs matches importants contre Steffi Graf, comme lors de la finale de l'US Open 1988 ainsi que celle des J.O à Séoul. Sabatini et Graf se sont affrontées au total à quarante reprises (29 victoires à 11 pour l'Allemande).
Elle remporte un total de vingt-sept titres en simple et quatorze en double, dont un titre du Grand Chelem, à Wimbledon en 1988, associée à sa rivale Steffi Graf, avec laquelle elle réalise d'ailleurs ses meilleures performances en binôme.
Sur l'ensemble de sa carrière sportive, Sabatini remporte 632 victoires contre 189 défaites en simple (76,9 %) et 252 victoires contre 96 défaites en double (72,4 %).
En simple dames, elle atteint au total :
- 28 quarts de finale dans les quatre tournois du Grand Chelem dont 15 quarts de finale consécutifs entre 1990 et 1994, ce qui la classe en troisième place dans l'histoire du tennis féminin devant Margaret Smith Court, Chris Evert ou Billie Jean King.
- 26 demi-finales de tournois majeurs, la classant en cinquième position, en ère open, derrière Chris Evert, Martina Navrátilová, Steffi Graf, et Serena Williams :

1. 18 demi-finales de Grand Chelem : 4 à l'Open d'Australie, 5 à Roland-Garros, 4 à Wimbledon, 5 à l'US Open.
2. 7 demi-finales de Masters.
3. 1 demi-finale olympique.

- 3 finales de Grand Chelem : 1 à Wimbledon, 2 à l'US Open (dont une victoire).
- 4 finales de Masters, (dont deux victoires).
- 1 finale olympique.

En double dames, elle atteint :
- 14 demi-finales de tournois du Grand Chelem : 1 à l'Open d'Australie, 5 à Roland-Garros, 2 à Wimbledon, 6 à l'US Open.
- 4 finales de Grand Chelem : 3 à Roland-Garros, 1 à Wimbledon (dont une victoire).

Sabatini a mis un terme à sa carrière en octobre 1996, à seulement vingt-six ans. Au moment de son retrait, certains médias ont rapporté qu'elle avait été menacée d'enlèvement. Lors d'entretiens ultérieurs, elle confiera avoir perdu à cette époque le goût du tennis et ne plus supporter les contraintes liées à son métier. En 2013, elle affirme également avoir sciemment perdu des demi-finales de tournois par timidité, afin d'éviter d'avoir à prononcer un discours durant la cérémonie de remise des trophées. Elle sera d'ailleurs réputée durant sa carrière pour son introversion et son inaccessibilité.
À la suite de l'agression perpétrée sur Monica Seles lors du tournoi de Hambourg en 1993, la WTA soumit les vingt meilleures joueuses du classement à un vote afin de déterminer si le classement de numéro un mondiale de la Yougoslave devait être préservé d'ici son retour sur les courts. Toutes s'y opposèrent, à l'exception de Sabatini, qui fut la seule à s'abstenir.
Elle sera désignée porte-drapeau de l'Argentine lors des Jeux olympiques de Séoul en 1988.
En 2005, les journalistes américains de Tennis Magazine l'élisent au 40e rang des « quarante plus grands champions de tennis de ces quarante dernières années » (hommes et femmes confondus), juste derrière l'Australien Patrick Rafter.
Sabatini est membre du International Tennis Hall of Fame depuis 2006. Ce fut d'ailleurs son ancienne rivale et partenaire de double Steffi Graf qui lui fit l'amitié de prononcer le discours d'introduction.
En 2014, une statue à l'effigie de la championne est érigée au Paseo de la Gloria à Buenos Aires, à côté de celles de Guillermo Vilas, Juan Manuel Fangio, Diego Maradona et Lionel Messi.

## Hors des courts
Depuis les années 1980, Gabriela Sabatini dirige une ligne de parfums et d'eaux de toilette à son nom,. Elle s'occupe également d'une association d'aide aux enfants handicapés. Charismatique et accessible, elle cultive un énorme crédit sympathie auprès du public.
En 2007, elle se découvre une passion pour le cyclisme et parcourt cinq étapes du Tour de France, dont l'ascension du Mont Ventoux.
Depuis 2014, Sabatini réside en Suisse. Elle a obtenu la citoyenneté italienne en 2003. La chanteuse et actrice Oriana Sabatini est sa nièce.

## Palmarès

### Titres en simple dames
| No | Date       | Nom et lieu du tournoi                     | Catégorie | Dotation    | Surface         | Finaliste           | Score         |          |
| -- | ---------- | ------------------------------------------ | --------- | ----------- | --------------- | ------------------- | ------------- | -------- |
| 1  | 14-10-1985 | Japan Open, Tokyo                          |           | 50 000 $    | Dur (ext.)      | Linda Gates         | 6-3, 6-4      | Parcours |
| 2  | 01-12-1986 | Argentinian Open, Buenos Aires             |           | 50 000 $    | Terre (ext.)    | Arantxa Sánchez     | 6-1, 6-1      | Parcours |
| 3  | 14-09-1987 | Pan Pacific Open, Tokyo                    |           | 250 000 $   | Moquette (int.) | Manuela Maleeva     | 6-4, 7-6      | Parcours |
| 4  | 19-10-1987 | Volvo Classic, Brighton                    |           | 200 000 $   | Moquette (int.) | Pam Shriver         | 7-5, 6-4      | Parcours |
| 5  | 30-11-1987 | Argentinian Open, Buenos Aires             |           | 50 000 $    | Terre (ext.)    | Isabel Cueto        | 6-0, 6-2      | Parcours |
| 6  | 07-03-1988 | Virginia Slims of Florida, Boca Raton      | Tier II   | 300 000 $   | Dur (ext.)      | Steffi Graf         | 2-6, 6-3, 6-1 | Parcours |
| 7  | 02-05-1988 | Italian Open, Rome                         | Tier IV   | 200 000 $   | Terre (ext.)    | Helen Kelesi        | 6-1, 6-7, 6-1 | Parcours |
| 8  | 15-08-1988 | Player’s Canadian Open, Montréal           | Tier II   | 300 000 $   | Dur (ext.)      | Natasha Zvereva     | 6-1, 6-2      | Parcours |
| 9  | 14-11-1988 | Virginia Slims Championships, New York     | Masters   | 1 000 000 $ | Moquette (int.) | Pam Shriver         | 7-5, 6-2, 6-2 | Parcours |
| 10 | 20-03-1989 | Lipton International Championships, Miami  | Tier I    | 750 000 $   | Dur (ext.)      | Chris Evert         | 6-1, 4-6, 6-2 | Parcours |
| 11 | 10-04-1989 | Bausch & Lomb Championships, Amelia Island | Tier II   | 300 000 $   | Terre (ext.)    | Steffi Graf         | 3-6, 6-3, 7-5 | Parcours |
| 12 | 08-05-1989 | Italian Open, Rome                         | Tier II   | 300 000 $   | Terre (ext.)    | Arantxa Sánchez     | 6-2, 5-7, 6-4 | Parcours |
| 13 | 09-10-1989 | Porsche Grand Prix, Filderstadt            | Tier III  | 250 000 $   | Dur (int.)      | Mary Joe Fernández  | 7-6, 6-4      | Parcours |
| 14 | 05-03-1990 | Virginia Slims of Florida, Boca Raton      | Tier II   | 350 000 $   | Dur (ext.)      | Jennifer Capriati   | 6-4, 7-5      | Parcours |
| 15 | 27-08-1990 | US Open, Flushing Meadows                  | G. Chelem | 2 707 250 $ | Dur (ext.)      | Steffi Graf         | 6-2, 7-64     | Parcours |
| 16 | 28-01-1991 | Pan Pacific Open, Tokyo                    | Tier II   | 350 000 $   | Moquette (int.) | Martina Navrátilová | 2-6, 6-2, 6-4 | Parcours |
| 17 | 04-03-1991 | Virginia Slims of Florida, Boca Raton      | Tier I    | 500 000 $   | Dur (ext.)      | Steffi Graf         | 6-4, 7-6      | Parcours |
| 18 | 01-04-1991 | Family Circle Mag. Cup, Hilton Head        | Tier I    | 500 000 $   | Terre (ext.)    | Leila Meskhi        | 6-1, 6-1      | Parcours |
| 19 | 08-04-1991 | Bausch & Lomb Championships, Amelia Island | Tier II   | 350 000 $   | Terre (ext.)    | Steffi Graf         | 7-5, 7-6      | Parcours |
| 20 | 06-05-1991 | Peugeot Italian Open, Rome                 | Tier I    | 500 000 $   | Terre (ext.)    | Monica Seles        | 6-3, 6-2      | Parcours |
| 21 | 06-01-1992 | NSW Open Tmn’t of Champions, Sydney        | Tier III  | 225 000 $   | Dur (ext.)      | Arantxa Sánchez     | 6-1, 6-1      | Parcours |
| 22 | 27-01-1992 | Toray Pan Pacific Open, Tokyo              | Tier II   | 350 000 $   | Moquette (int.) | Martina Navrátilová | 6-2, 4-6, 6-2 | Parcours |
| 23 | 30-03-1992 | Family Circle Mag. Cup, Hilton Head        | Tier I    | 550 000 $   | Terre (ext.)    | Conchita Martínez   | 6-1, 6-4      | Parcours |
| 24 | 06-04-1992 | Bausch & Lomb Championships, Amelia Island | Tier II   | 350 000 $   | Terre (ext.)    | Steffi Graf         | 6-2, 1-6, 6-3 | Parcours |
| 25 | 04-05-1992 | Peugeot Italian Open, Rome                 | Tier I    | 550 000 $   | Terre (ext.)    | Monica Seles        | 7-5, 6-4      | Parcours |
| 26 | 14-11-1994 | Virginia Slims Championships, New York     | Masters   | 3 500 000 $ | Moquette (int.) | Lindsay Davenport   | 6-3, 6-2, 6-4 | Parcours |
| 27 | 09-01-1995 | Peters NSW Open, Sydney                    | Tier II   | 322 500 $   | Dur (ext.)      | Lindsay Davenport   | 6-3, 6-4      | Parcours |

### Finales en simple dames
| No | Date       | Nom et lieu du tournoi                         | Catégorie     | Dotation    | Surface         | Vainqueure          | Score                   |          |
| -- | ---------- | ---------------------------------------------- | ------------- | ----------- | --------------- | ------------------- | ----------------------- | -------- |
| 1  | 08-04-1985 | Family Circle Mag. Cup, Hilton Head            |               | 200 000 $   | Terre (ext.)    | Chris Evert         | 6-4, 6-0                | Parcours |
| 2  | 04-11-1985 | Florida Federal Open, Tampa                    |               | 150 000 $   | Dur (ext.)      | Stephanie Rehe      | 6-4, 6-7, 7-5           | Parcours |
| 3  | 28-04-1986 | US Open Clay Courts, Indianapolis              |               | 200 000 $   | Terre (ext.)    | Steffi Graf         | 2-6, 7-6, 6-4           | Parcours |
| 4  | 04-05-1987 | Italian Open, Rome                             |               | 150 000 $   | Terre (ext.)    | Steffi Graf         | 7-5, 4-6, 6-0           | Parcours |
| 5  | 16-11-1987 | Virginia Slims Championships, New York         | Masters       | 500 000 $   | Moquette (int.) | Steffi Graf         | 4-6, 6-4, 6-0, 6-4      | Parcours |
| 6  | 04-04-1988 | Family Circle Cup, Hilton Head                 | Tier II       | 300 000 $   | Terre (ext.)    | Martina Navrátilová | 6-1, 4-6, 6-4           | Parcours |
| 7  | 11-04-1988 | Bausch & Lomb Championships, Amelia Island     | Tier II       | 300 000 $   | Terre (ext.)    | Martina Navrátilová | 6-0, 6-2                | Parcours |
| 8  | 08-08-1988 | Virginia Slims of Los Angeles, Los Angeles     | Tier II       | 300 000 $   | Dur (ext.)      | Chris Evert         | 2-6, 6-1, 6-1           | Parcours |
| 9  | 29-08-1988 | US Open, Flushing Meadows                      | G. Chelem     | 1 937 333 $ | Dur (ext.)      | Steffi Graf         | 6-3, 3-6, 6-1           | Parcours |
| 10 | 20-09-1988 | Olympics, Séoul                                | J. olympiques | NC          | Dur (ext.)      | Steffi Graf         | 6-3, 6-3                | Parcours |
| 11 | 17-04-1989 | Eckerd Open, Tampa                             | Tier IV       | 200 000 $   | Terre (ext.)    | Conchita Martínez   | 6-3, 6-2                | Parcours |
| 12 | 15-05-1989 | Lufthansa Cup, Berlin                          | Tier I        | 300 000 $   | Terre (ext.)    | Steffi Graf         | 6-3, 6-1                | Parcours |
| 13 | 07-08-1989 | Virginia Slims of Los Angeles, Manhattan Beach | Tier II       | 300 000 $   | Dur (ext.)      | Martina Navrátilová | 6-0, 6-2                | Parcours |
| 14 | 08-10-1990 | BMW European Indoors, Zurich                   | Tier II       | 350 000 $   | Moquette (int.) | Steffi Graf         | 6-3, 6-2                | Parcours |
| 15 | 05-11-1990 | Virginia Slims of New England, Worcester       | Tier II       | 350 000 $   | Moquette (int.) | Steffi Graf         | 7-6, 6-3                | Parcours |
| 16 | 12-11-1990 | Virginia Slims Championships, New York         | Masters       | 3 000 000 $ | Moquette (int.) | Monica Seles        | 6-4, 5-7, 3-6, 6-4, 6-2 | Parcours |
| 17 | 15-03-1991 | Lipton International Championships, Miami      | Tier I        | 750 000 $   | Dur (ext.)      | Monica Seles        | 6-3, 7-5                | Parcours |
| 18 | 24-06-1991 | The Championships, Wimbledon                   | G. Chelem     | 2 728 856 $ | Gazon (ext.)    | Steffi Graf         | 6-4, 3-6, 8-6           | Parcours |
| 19 | 13-03-1992 | Lipton International Championships, Miami      | Tier I        | 800 000 $   | Dur (ext.)      | Arantxa Sánchez     | 6-1, 6-4                | Parcours |
| 20 | 27-04-1992 | Citizen Cup, Hambourg                          | Tier II       | 350 000 $   | Terre (ext.)    | Steffi Graf         | 7-6, 6-2                | Parcours |
| 21 | 21-09-1992 | Nichirei International Championships, Tokyo    | Tier II       | 350 000 $   | Dur (ext.)      | Monica Seles        | 6-2, 6-0                | Parcours |
| 22 | 12-10-1992 | Porsche Tennis GP, Filderstadt                 | Tier II       | 350 000 $   | Dur (int.)      | Martina Navrátilová | 7-6, 6-3                | Parcours |
| 23 | 05-04-1993 | Bausch & Lomb Championships, Amelia Island     | Tier II       | 375 000 $   | Terre (ext.)    | Arantxa Sánchez     | 6-2, 5-7, 6-2           | Parcours |
| 24 | 03-05-1993 | Italian Open, Rome                             | Tier I        | 750 000 $   | Terre (ext.)    | Conchita Martínez   | 7-5, 6-1                | Parcours |
| 25 | 10-05-1993 | German Open, Berlin                            | Tier I        | 750 000 $   | Terre (ext.)    | Steffi Graf         | 7-6, 2-6, 6-4           | Parcours |
| 26 | 04-04-1994 | Bausch & Lomb Championships, Amelia Island     | Tier II       | 400 000 $   | Terre (ext.)    | Arantxa Sánchez     | 6-1, 6-4                | Parcours |
| 27 | 16-05-1994 | Internationaux de Strasbourg, Strasbourg       | Tier III      | 150 000 $   | Terre (ext.)    | Mary Joe Fernández  | 2-6, 6-4, 6-0           | Parcours |
| 28 | 03-04-1995 | Bausch & Lomb Championships, Amelia Island     | Tier II       | 430 000 $   | Terre (ext.)    | Conchita Martínez   | 6-1, 6-4                | Parcours |
| 29 | 09-10-1995 | Porsche Tennis GP, Filderstadt                 | Tier II       | 430 000 $   | Dur (int.)      | Iva Majoli          | 6-4, 7-6                | Parcours |

### Titres en double dames
| No | Date       | Nom et lieu du tournoi                        | Catégorie | Dotation    | Surface         | Partenaire          | Finalistes                              | Score           |          |
| -- | ---------- | --------------------------------------------- | --------- | ----------- | --------------- | ------------------- | --------------------------------------- | --------------- | -------- |
| 1  | 18-03-1985 | Brazil São Paulo                              |           | 50 000 $    | Terre (ext.)    | Mercedes Paz        | Neige Dias Csilla Bartos                | 7-5, 6-4        | Parcours |
| 2  | 19-08-1985 | Virginia Slims of Central New York Monticello |           | 75 000 $    | Dur (ext.)      | Mercedes Paz        | Andrea Holíková Kateřina Skronská       | 5-7, 6-4, 6-3   | Parcours |
| 3  | 04-11-1985 | Florida Federal Open Tampa                    |           | 150 000 $   | Dur (ext.)      | Carling Bassett     | Lisa Bonder Laura Arraya                | 6-0, 6-0        | Parcours |
| 4  | 28-04-1986 | US Open Clay Courts Indianapolis              |           | 200 000 $   | Terre (ext.)    | Steffi Graf         | Gigi Fernández Robin White              | 6-2, 6-0        | Parcours |
| 5  | 04-08-1986 | Player’s Canadian Open Montréal               |           | 250 000 $   | Dur (ext.)      | Zina Garrison       | Pam Shriver Helena Suková               | 7-6, 5-7, 6-4   | Parcours |
| 6  | 06-10-1986 | European Indoors Zurich                       |           | 150 000 $   | Moquette (int.) | Steffi Graf         | Lori McNeil Alycia Moulton              | 1-6, 6-4, 6-4   | Parcours |
| 7  | 13-04-1987 | Bausch & Lomb/WTA Championships Amelia Island |           | 300 000 $   | Terre (ext.)    | Steffi Graf         | Hana Mandlíková Wendy Turnbull          | 3-6, 6-3, 7-5   | Parcours |
| 8  | 04-05-1987 | Italian Open Rome                             |           | 150 000 $   | Terre (ext.)    | Martina Navrátilová | Claudia Kohde-Kilsch Helena Suková      | 6-4, 6-1        | Parcours |
| 9  | 30-11-1987 | Argentinian Open Buenos Aires                 |           | 50 000 $    | Terre (ext.)    | Mercedes Paz        | Jill Hetherington Christiane Jolissaint | 6-2, 6-2        | Parcours |
| 10 | 14-03-1988 | Lipton International Championships Miami      | Tier I    | 750 000 $   | Dur (ext.)      | Steffi Graf         | Gigi Fernández Zina Garrison            | 7-6, 6-3        | Parcours |
| 11 | 20-06-1988 | The Championships Wimbledon                   | G. Chelem | 1 717 085 $ | Gazon (ext.)    | Steffi Graf         | Larisa Savchenko Natasha Zvereva        | 6-3, 1-6, 12-10 | Parcours |
| 12 | 30-07-1990 | Canadian Open Montréal                        | Tier I    | 500 000 $   | Dur (ext.)      | Betsy Nagelsen      | Helen Kelesi Raffaella Reggi            | 3-6, 6-2, 6-2   | Parcours |
| 13 | 06-02-1995 | Ameritech Cup Chicago                         | Tier II   | 430 000 $   | Moquette (int.) | Brenda Schultz      | Tami Whitlinger Marianne Werdel         | 5-7, 7-6, 6-4   | Parcours |
| 14 | 14-08-1995 | du Maurier Lté Open Toronto                   | Tier I    | 806 250 $   | Dur (ext.)      | Brenda Schultz      | Martina Hingis Iva Majoli               | 4-6, 6-0, 6-3   | Parcours |

### Finales en double dames
| No | Date       | Nom et lieu du tournoi                        | Catégorie | Dotation    | Surface         | Vainqueures                          | Partenaire           | Score         |          |
| -- | ---------- | --------------------------------------------- | --------- | ----------- | --------------- | ------------------------------------ | -------------------- | ------------- | -------- |
| 1  | 25-03-1985 | WTA of PGA Palm Beach Gardens                 |           | 50 000 $    | Terre (ext.)    | Joanne Russell Anne Smith            | Laura Arraya         | 1-6, 6-1, 7-6 | Parcours |
| 2  | 14-04-1986 | Sunkist/WTA Championships Amelia Island       |           | 275 000 $   | Terre (ext.)    | Claudia Kohde-Kilsch Helena Suková   | Catherine Tanvier    | 6-2, 5-7, 7-6 | Parcours |
| 3  | 26-05-1986 | Roland-Garros Paris                           | G. Chelem | 930 000 $   | Terre (ext.)    | Martina Navrátilová Andrea Temesvári | Steffi Graf          | 6-1, 6-2      | Parcours |
| 4  | 13-10-1986 | Porsche Grand Prix Filderstadt                |           | 175 000 $   | Dur (int.)      | Martina Navrátilová Pam Shriver      | Zina Garrison        | 7-6, 6-4      | Parcours |
| 5  | 10-11-1986 | Virginia Slims of Chicago Chicago             |           | 150 000 $   | Moquette (int.) | Claudia Kohde-Kilsch Helena Suková   | Steffi Graf          | 6-7, 7-6, 6-3 | Parcours |
| 6  | 09-02-1987 | Virginia Slims of California San Francisco    |           | 150 000 $   | Moquette (int.) | Hana Mandlíková Wendy Turnbull       | Zina Garrison        | 6-4, 7-6      | Parcours |
| 7  | 25-05-1987 | Roland-Garros Paris                           | G. Chelem | 1 085 000 $ | Terre (ext.)    | Martina Navrátilová Pam Shriver      | Steffi Graf          | 6-2, 6-1      | Parcours |
| 8  | 22-02-1988 | Virginia Slims of Washington Fairfax          | Tier II   | 300 000 $   | Moquette (int.) | Martina Navrátilová Pam Shriver      | Helena Suková        | 6-3, 6-4      | Parcours |
| 9  | 04-04-1988 | Family Circle Cup Hilton Head                 | Tier II   | 300 000 $   | Terre (ext.)    | Lori McNeil Martina Navrátilová      | Claudia Kohde-Kilsch | 6-2, 2-6, 6-3 | Parcours |
| 10 | 31-10-1988 | Virginia Slims of New England Worcester       | Tier II   | 300 000 $   | Moquette (int.) | Martina Navrátilová Pam Shriver      | Helena Suková        | 6-3, 3-6, 7-5 | Parcours |
| 11 | 29-05-1989 | Roland-Garros Paris                           | G. Chelem | 1 875 000 $ | Terre (ext.)    | Larisa Savchenko Natasha Zvereva     | Steffi Graf          | 6-4, 6-4      | Parcours |
| 12 | 13-08-1990 | Virginia Slims of Los Angeles Manhattan Beach | Tier II   | 350 000 $   | Dur (ext.)      | Gigi Fernández Jana Novotná          | Mercedes Paz         | 6-3, 4-6, 6-4 | Parcours |
| 13 | 02-05-1994 | Italian Open Rome                             | Tier I    | 750 000 $   | Terre (ext.)    | Gigi Fernández Natasha Zvereva       | Brenda Schultz       | 6-1, 6-3      | Parcours |
| 14 | 07-11-1994 | Virginia Slims of Philadelphia Philadelphie   | Tier I    | 750 000 $   | Moquette (int.) | Gigi Fernández Natasha Zvereva       | Brenda Schultz       | 4-6, 6-4, 6-2 | Parcours |
| 15 | 15-05-1995 | German Open Berlin                            | Tier I    | 806 250 $   | Terre (ext.)    | Amanda Coetzer Inés Gorrochategui    | Larisa Neiland       | 4-6, 7-6, 6-2 | Parcours |
| 16 | 07-08-1995 | Acura Classic Manhattan Beach                 | Tier II   | 430 000 $   | Dur (ext.)      | Gigi Fernández Natasha Zvereva       | Larisa Neiland       | 7-5, 6-7, 7-5 | Parcours |

## Parcours en Grand Chelem

### En simple dames
| Année | Open d'Australie (janvier) | Open d'Australie (janvier) | Internationaux de France | Internationaux de France | Wimbledon      | Wimbledon           | US Open         | US Open             | Open d'Australie (décembre) | Open d'Australie (décembre) |
| ----- | -------------------------- | -------------------------- | ------------------------ | ------------------------ | -------------- | ------------------- | --------------- | ------------------- | --------------------------- | --------------------------- |
| 1984  | n/a                        | n/a                        | -                        | -                        | -              | -                   | 3e tour (1/16)  | Helena Suková       | -                           | -                           |
| 1985  | n/a                        | n/a                        | 1/2 finale               | Chris Evert              | 3e tour (1/16) | Catherine Tanvier   | 1er tour (1/64) | Barbara Potter      | -                           | -                           |
| 1986  | n/a                        | n/a                        | 4e tour (1/8)            | Chris Evert              | 1/2 finale     | Martina Navrátilová | 4e tour (1/8)   | Martina Navrátilová | n/a                         | n/a                         |
| 1987  | -                          | -                          | 1/2 finale               | Steffi Graf              | 1/4 de finale  | Steffi Graf         | 1/4 de finale   | Martina Navrátilová | n/a                         | n/a                         |
| 1988  | -                          | -                          | 1/2 finale               | Steffi Graf              | 4e tour (1/8)  | Zina Garrison       | Finale          | Steffi Graf         | n/a                         | n/a                         |
| 1989  | 1/2 finale                 | Steffi Graf                | 4e tour (1/8)            | Mary Joe Fernández       | 2e tour (1/32) | Rosalyn Fairbank    | 1/2 finale      | Steffi Graf         | n/a                         | n/a                         |
| 1990  | 3e tour (1/16)             | Claudia Porwik             | 4e tour (1/8)            | Jana Novotná             | 1/2 finale     | Martina Navrátilová | Victoire        | Steffi Graf         | n/a                         | n/a                         |
| 1991  | 1/4 de finale              | Arantxa Sánchez            | 1/2 finale               | Monica Seles             | Finale         | Steffi Graf         | 1/4 de finale   | Jennifer Capriati   | n/a                         | n/a                         |
| 1992  | 1/2 finale                 | Mary Joe Fernández         | 1/2 finale               | Monica Seles             | 1/2 finale     | Steffi Graf         | 1/4 de finale   | Mary Joe Fernández  | n/a                         | n/a                         |
| 1993  | 1/2 finale                 | Monica Seles               | 1/4 de finale            | Mary Joe Fernández       | 1/4 de finale  | Jana Novotná        | 1/4 de finale   | Steffi Graf         | n/a                         | n/a                         |
| 1994  | 1/2 finale                 | Arantxa Sánchez            | 1er tour (1/64)          | Silvia Farina            | 4e tour (1/8)  | Lindsay Davenport   | 1/2 finale      | Arantxa Sánchez     | n/a                         | n/a                         |
| 1995  | 1er tour (1/64)            | Marianne Werdel            | 1/4 de finale            | Steffi Graf              | 1/4 de finale  | Conchita Martínez   | 1/2 finale      | Steffi Graf         | n/a                         | n/a                         |
| 1996  | 4e tour (1/8)              | Chanda Rubin               | -                        | -                        | -              | -                   | 3e tour (1/16)  | Åsa Svensson        | n/a                         | n/a                         |

À droite du résultat, l’ultime adversaire.

### En double dames
| Année | Open d'Australie (janvier) | Open d'Australie (janvier) | Internationaux de France     | Internationaux de France | Wimbledon                    | Wimbledon                     | US Open                      | US Open                    | Open d'Australie (décembre) | Open d'Australie (décembre) |
| ----- | -------------------------- | -------------------------- | ---------------------------- | ------------------------ | ---------------------------- | ----------------------------- | ---------------------------- | -------------------------- | --------------------------- | --------------------------- |
| 1985  | n/a                        | n/a                        | 1er tour (1/32) Mercedes Paz | J. Mundel P. Teeguarden  | 2e tour (1/16) Mercedes Paz  | Beverly Mould Paula Smith     | 1er tour (1/32) Mercedes Paz | Beth Herr Terry Phelps     | -                           | -                           |
| 1986  | n/a                        | n/a                        | Finale Steffi Graf           | Navrátilová A. Temesvári | -                            | -                             | 1/2 finale Steffi Graf       | Navrátilová Pam Shriver    | n/a                         | n/a                         |
| 1987  | -                          | -                          | Finale Steffi Graf           | Navrátilová Pam Shriver  | 3e tour (1/8) Steffi Graf    | A. M. Fernández J. Richardson | 1/2 finale Steffi Graf       | Navrátilová Pam Shriver    | n/a                         | n/a                         |
| 1988  | -                          | -                          | 1/2 finale Steffi Graf       | Navrátilová Pam Shriver  | Victoire Steffi Graf         | L. Savchenko N. Zvereva       | 1/2 finale Steffi Graf       | Patty Fendick Hetherington | n/a                         | n/a                         |
| 1989  | 1/2 finale Steffi Graf     | Patty Fendick Hetherington | Finale Steffi Graf           | L. Savchenko N. Zvereva  | 1/4 de finale Steffi Graf    | Nicole Provis Elna Reinach    | 1/2 finale Steffi Graf       | H. Mandlíková Navrátilová  | n/a                         | n/a                         |
| 1990  | 2e tour (1/16) Steffi Graf | Sabrina Goleš K. Maleeva   | -                            | -                        | 1/4 de finale Steffi Graf    | L. Neiland N. Zvereva         | 3e tour (1/8) Mercedes Paz   | L. Neiland N. Zvereva      | n/a                         | n/a                         |
| 1991  | 3e tour (1/8) Mercedes Paz | S. Appelmans R. Reggi      | 1/2 finale Mercedes Paz      | L. Neiland N. Zvereva    | -                            | -                             | -                            | -                          | n/a                         | n/a                         |
| 1994  | -                          | -                          | 3e tour (1/8) B. Schultz     | N. Bradtke Elna Reinach  | 1er tour (1/32) Mercedes Paz | Olga Lugina E. Pampoulova     | 1/2 finale L. Neiland        | Jana Novotná A. Sánchez    | n/a                         | n/a                         |
| 1995  | 2e tour (1/16) B. Schultz  | K. Boogert N. Jagerman     | 3e tour (1/8) B. Schultz     | Julie Halard N. Tauziat  | 1/2 finale B. Schultz        | Jana Novotná A. Sánchez       | 2e tour (1/16) Navrátilová   | Chanda Rubin Pam Shriver   | n/a                         | n/a                         |
| 1996  | 1/4 de finale Lisa Raymond | L. Davenport MJ Fernández  | -                            | -                        | -                            | -                             | 1/2 finale Lori McNeil       | G. Fernández N. Zvereva    | n/a                         | n/a                         |

Sous le résultat, la partenaire ; à droite, l’ultime équipe adverse.

### En double mixte
| Année | Open d'Australie (janvier), | Open d'Australie (janvier), | Internationaux de France    | Internationaux de France   | Wimbledon                  | Wimbledon            | US Open                      | US Open                  | Open d'Australie (décembre), | Open d'Australie (décembre), |
| ----- | --------------------------- | --------------------------- | --------------------------- | -------------------------- | -------------------------- | -------------------- | ---------------------------- | ------------------------ | ---------------------------- | ---------------------------- |
| 1984  | n/a                         | n/a                         | -                           | -                          | -                          | -                    | 1er tour (1/32) Ilie Năstase | B. Potter Ferdi Taygan   | n/a                          | n/a                          |
| 1992  | -                           | -                           | 2e tour (1/16) Cássio Motta | Mercedes Paz D. Macpherson | 3e tour (1/8) Javier Frana | L. Neiland Cyril Suk | -                            | -                        | n/a                          | n/a                          |
| 1993  | 1er tour (1/16) E. Sánchez  | M. Bollegraf Tom Nijssen    | -                           | -                          | -                          | -                    | -                            | -                        | n/a                          | n/a                          |
| 1994  | -                           | -                           | -                           | -                          | -                          | -                    | 1er tour (1/16) M. Valeri    | Nana Miyagi Kent Kinnear | n/a                          | n/a                          |

Sous le résultat, le partenaire ; à droite, l’ultime équipe adverse.

## Parcours aux Masters

### En simple dames
| #  | Date       | Nom de l'édition                      | ($)       | Surface         | Résultat       | Ultime adversaire | Score                   |          |
| -- | ---------- | ------------------------------------- | --------- | --------------- | -------------- | ----------------- | ----------------------- | -------- |
| 1  | 17/03/1986 | Virginia Slims Championships New York | 500 000   | Moquette (int.) | 1er tour (1/8) | Steffi Graf       | 6-0, 6-7, 6-2           | Parcours |
| 2  | 17/11/1986 | Virginia Slims Championships New York | 500 000   | Moquette (int.) | 1er tour (1/8) | Helena Suková     | 6-4, 6-4                | Parcours |
| 3  | 16/11/1987 | Virginia Slims Championships New York | 500 000   | Moquette (int.) | Finale         | Steffi Graf       | 4-6, 6-4, 6-0, 6-4      | Parcours |
| 4  | 14/11/1988 | Virginia Slims Championships New York | 1 000 000 | Moquette (int.) | Victoire       | Pam Shriver       | 7-5, 6-2, 6-2           | Parcours |
| 5  | 13/11/1989 | Virginia Slims Championships New York | 1 000 000 | Moquette (int.) | 1/2 finale     | Steffi Graf       | 6-3, 5-7, 6-1           | Parcours |
| 6  | 12/11/1990 | Virginia Slims Championships New York | 3 000 000 | Moquette (int.) | Finale         | Monica Seles      | 6-4, 5-7, 3-6, 6-4, 6-2 | Parcours |
| 7  | 18/11/1991 | Virginia Slims Championships New York | 3 000 000 | Moquette (int.) | 1/2 finale     | Monica Seles      | 6-1, 6-1                | Parcours |
| 8  | 16/11/1992 | Virginia Slims Championships New York | 3 000 000 | Moquette (int.) | 1/2 finale     | Monica Seles      | 7-6, 6-1                | Parcours |
| 9  | 15/11/1993 | Virginia Slims Championships New York | 3 708 500 | Moquette (int.) | 1er tour (1/8) | Mary Pierce       | 7-6, 6-3                | Parcours |
| 10 | 14/11/1994 | Virginia Slims Championships New York | 3 500 000 | Moquette (int.) | Victoire       | Lindsay Davenport | 6-3, 6-2, 6-4           | Parcours |
| 11 | 13/11/1995 | WTA Tour Championships New York       | 2 000 000 | Moquette (int.) | 1/4 de finale  | Natasha Zvereva   | 6-2, 5-7, 7-5           | Parcours |

### En double dames
| # | Date       | Nom de l'édition                      | ($)       | Surface         | Résultat      | Partenaire     | Ultimes adversaires                | Score         |          |
| - | ---------- | ------------------------------------- | --------- | --------------- | ------------- | -------------- | ---------------------------------- | ------------- | -------- |
| 1 | 17/11/1986 | Virginia Slims Championships New York | 500 000   | Moquette (int.) | 1/2 finale    | Steffi Graf    | Claudia Kohde-Kilsch Helena Suková | 7-6, 3-6, 7-5 | Parcours |
| 2 | 16/11/1987 | Virginia Slims Championships New York | 500 000   | Moquette (int.) | 1/2 finale    | Steffi Graf    | Martina Navrátilová Pam Shriver    | 3-6, 7-6, 6-1 | Parcours |
| 3 | 14/11/1988 | Virginia Slims Championships New York | 1 000 000 | Moquette (int.) | 1/2 finale    | Steffi Graf    | Martina Navrátilová Pam Shriver    | Forfait       | Parcours |
| 4 | 13/11/1995 | WTA Tour Championships New York       | 2 000 000 | Moquette (int.) | 1/4 de finale | Brenda Schultz | Meredith McGrath Larisa Neiland    | 6-3, 6-2      | Parcours |

## Parcours aux Jeux olympiques

### En simple dames
| # | Date       | Nom de l'olympiade           | Surface    | Résultat      | Ultime adversaire | Score    |          |
| - | ---------- | ---------------------------- | ---------- | ------------- | ----------------- | -------- | -------- |
| 1 | 20/09/1988 | Olympic Tennis Event Séoul   | Dur (ext.) | Argent        | Steffi Graf       | 6-3, 6-3 | Parcours |
| 2 | 23/07/1996 | Olympic Tennis Event Atlanta | Dur (ext.) | 3e tour (1/8) | Monica Seles      | 6-3, 6-3 | Parcours |

### En double dames
| # | Date       | Nom de l'olympiade           | Surface    | Résultat        | Partenaire        | Ultimes adversaires                | Score            |          |
| - | ---------- | ---------------------------- | ---------- | --------------- | ----------------- | ---------------------------------- | ---------------- | -------- |
| 1 | 20/09/1988 | Olympic Tennis Event Séoul   | Dur (ext.) | 1er tour (1/8)  | Mercedes Paz      | Carling Bassett Jill Hetherington  | 7-68, 5-7, 20-18 | Parcours |
| 2 | 23/07/1996 | Olympic Tennis Event Atlanta | Dur (ext.) | 1er tour (1/16) | Patricia Tarabini | Sabine Appelmans Laurence Courtois | 5-7, 6-3, 6-4    | Parcours |

## Parcours en Coupe de la Fédération
| #                                                                                | Date       | Lieu       | Surface                        | Gagnante(s)                          | Perdante(s)                          | Score          |          |
|                                                                                  |            |            |                                |                                      |                                      |                |          |
| 1984 - 1er tour (groupe mondial) - Argentine - Australie - 0 : 3                 |            |            |                                |                                      |                                      |                |          |
| 1                                                                                | 16/07/1984 | São Paulo  | Terre (ext.)                   | Anne Minter Elizabeth Minter         | Emilse Raponi Gabriela Sabatini      | 6-1, 6-2       | Parcours |
|                                                                                  |            |            |                                |                                      |                                      |                |          |
| 1985 - 1er tour (groupe mondial) - Argentine - Pérou - 3 : 0                     |            |            |                                |                                      |                                      |                |          |
| 2                                                                                | 08/10/1985 | Nagoya     | Dur (ext.)                     | Gabriela Sabatini                    | Laura Arraya                         | 6-3, 6-3       | Parcours |
| 2                                                                                | 08/10/1985 | Nagoya     | Dur (ext.)                     | Mercedes Paz Gabriela Sabatini       | Laura Arraya Pilar Vásquez           | 6-0, 7-63      | Parcours |
|                                                                                  |            |            |                                |                                      |                                      |                |          |
| 1985 - 2e tour (groupe mondial) - Argentine - Nouvelle-Zélande - 2 : 1           |            |            |                                |                                      |                                      |                |          |
| 3                                                                                | 08/10/1985 | Nagoya     | Dur (ext.)                     | Gabriela Sabatini                    | Belinda Cordwell                     | 6-1, 6-0       | Parcours |
| 3                                                                                | 08/10/1985 | Nagoya     | Dur (ext.)                     | Belinda Cordwell Julie Richardson    | Gabriela Sabatini Adriana Villagrán  | 6-2, 6-2       | Parcours |
|                                                                                  |            |            |                                |                                      |                                      |                |          |
| 1985 - 1/4 de finale (groupe mondial) - Argentine - États-Unis - 1 : 2           |            |            |                                |                                      |                                      |                |          |
| 4                                                                                | 08/10/1985 | Nagoya     | Dur (ext.)                     | Gabriela Sabatini                    | Zina Garrison                        | 5-7, 6-1, 6-1  | Parcours |
| 4                                                                                | 08/10/1985 | Nagoya     | Dur (ext.)                     | Kathy Jordan Sharon Walsh-Pete       | Gabriela Sabatini Adriana Villagrán  | 5-7, 6-3, 6-4  | Parcours |
|                                                                                  |            |            |                                |                                      |                                      |                |          |
| 1986 - 1er tour (groupe mondial) - Argentine - Uruguay - 3 : 0                   |            |            |                                |                                      |                                      |                |          |
| 5                                                                                | 22/07/1986 | Prague     | Terre (ext.)                   | Gabriela Sabatini                    | Fiorella Bonicelli                   | 6-1, 6-1       | Parcours |
| 5                                                                                | 22/07/1986 | Prague     | Terre (ext.)                   | Mercedes Paz Gabriela Sabatini       | Fiorella Bonicelli Silvana Casaretto | 6-1, 6-1       | Parcours |
|                                                                                  |            |            |                                |                                      |                                      |                |          |
| 1986 - 2e tour (groupe mondial) - Argentine - Corée du Sud - 2 : 1               |            |            |                                |                                      |                                      |                |          |
| 6                                                                                | 22/07/1986 | Prague     | Terre (ext.)                   | Gabriela Sabatini                    | Kim Soo-ok                           | 7-5, 6-2       | Parcours |
| 6                                                                                | 22/07/1986 | Prague     | Terre (ext.)                   | Mercedes Paz Gabriela Sabatini       | Lee Jeong-soon Park Jeom-re          | 7-5, 6-0       | Parcours |
|                                                                                  |            |            |                                |                                      |                                      |                |          |
| 1986 - 1/4 de finale (groupe mondial) - Argentine - Autriche - 3 : 0             |            |            |                                |                                      |                                      |                |          |
| 7                                                                                | 22/07/1986 | Prague     | Terre (ext.)                   | Gabriela Sabatini                    | Petra Huber                          | 6-2, 5-7, 6-4  | Parcours |
| 7                                                                                | 22/07/1986 | Prague     | Terre (ext.)                   | Mercedes Paz Gabriela Sabatini       | Petra Huber Judith Wiesner           | 6-1, 6-3       | Parcours |
|                                                                                  |            |            |                                |                                      |                                      |                |          |
| 1986 - 1/2 finale (groupe mondial) - Tchécoslovaquie - Argentine - 2 : 1         |            |            |                                |                                      |                                      |                |          |
| 8                                                                                | 22/07/1986 | Prague     | Terre (ext.)                   | Hana Mandlíková                      | Gabriela Sabatini                    | 6-2, 6-4       | Parcours |
| 8                                                                                | 22/07/1986 | Prague     | Terre (ext.)                   | Mercedes Paz Gabriela Sabatini       | Andrea Holíková Regina Maršíková     | 6-75, 6-2, 6-2 | Parcours |
|                                                                                  |            |            |                                |                                      |                                      |                |          |
| 1987 - 1er tour (groupe mondial) - Argentine - Suisse - 3 : 0                    |            |            |                                |                                      |                                      |                |          |
| 9                                                                                | 28/07/1987 | Vancouver  |                                | Gabriela Sabatini                    | Eva Krapl                            | 6-2, 6-1       | Parcours |
| 9                                                                                | 28/07/1987 | Vancouver  | Mercedes Paz Gabriela Sabatini | Céline Cohen Eva Krapl               | 6-2, 6-0                             |                | Parcours |
|                                                                                  |            |            |                                |                                      |                                      |                |          |
| 1987 - 2e tour (groupe mondial) - Argentine - Nouvelle-Zélande - 3 : 0           |            |            |                                |                                      |                                      |                |          |
| 10                                                                               | 28/07/1987 | Vancouver  |                                | Gabriela Sabatini                    | Belinda Cordwell                     | 6-3, 7-5       | Parcours |
| 10                                                                               | 28/07/1987 | Vancouver  | Mercedes Paz Gabriela Sabatini | Belinda Cordwell Julie Richardson    | 4-6, 6-3, 6-1                        |                | Parcours |
|                                                                                  |            |            |                                |                                      |                                      |                |          |
| 1987 - 1/4 de finale (groupe mondial) - Argentine - Allemagne de l'Ouest - 1 : 2 |            |            |                                |                                      |                                      |                |          |
| 11                                                                               | 28/07/1987 | Vancouver  |                                | Steffi Graf                          | Gabriela Sabatini                    | 6-4, 6-4       | Parcours |
| 11                                                                               | 28/07/1987 | Vancouver  | Mercedes Paz Gabriela Sabatini | Bettina Bunge Silke Meier            | 6-72, 6-1, 6-2                       |                | Parcours |
|                                                                                  |            |            |                                |                                      |                                      |                |          |
| 1995 - 1/4 de finale (groupe mondial II) - Indonésie - Argentine - 2 : 3         |            |            |                                |                                      |                                      |                |          |
| 12                                                                               | 22/04/1995 | Jakarta    | Dur (ext.)                     | Gabriela Sabatini                    | Romana Tedjakusuma                   | 7-5, 6-2       | Parcours |
| 12                                                                               | 22/04/1995 | Jakarta    | Dur (ext.)                     | Yayuk Basuki                         | Gabriela Sabatini                    | 7-5, 6-4       | Parcours |
| 12                                                                               | 22/04/1995 | Jakarta    | Dur (ext.)                     | Gabriela Sabatini Patricia Tarabini  | Yayuk Basuki Romana Tedjakusuma      | 6-4, 6-73, 6-3 | Parcours |
|                                                                                  |            |            |                                |                                      |                                      |                |          |
| 1995 - Barrage (groupe mondial I) - Argentine - Australie - 5 : 0                |            |            |                                |                                      |                                      |                |          |
| 13                                                                               | 22/07/1995 | San Miguel | Terre (ext.)                   | Gabriela Sabatini                    | Rachel McQuillan                     | 6-2, 6-2       | Parcours |
| 13                                                                               | 22/07/1995 | San Miguel | Terre (ext.)                   | Gabriela Sabatini                    | Nicole Bradtke                       | 6-0, 3-6, 6-2  | Parcours |
| 13                                                                               | 22/07/1995 | San Miguel | Terre (ext.)                   | Inés Gorrochategui Gabriela Sabatini | Nicole Bradtke Rennae Stubbs         | 6-2, 6-3       | Parcours |

## Classements WTA en fin de saison

### En simple
| Année | 1984 | 1985 | 1986 | 1987 | 1988 | 1989 | 1990 | 1991 | 1992 | 1993 | 1994 | 1995 | 1996 |
| Rang  | 74   | 12   | 9    | 6    | 4    | 3    | 5    | 3    | 3    | 5    | 7    | 7    | 56   |

Source : (en) « Classements de Gabriela Sabatini », sur le site officiel du WTA Tour

### En double
| Année | 1986 | 1987 | 1988 | 1989 | 1990 | 1991 | 1992 | 1993 | 1994 | 1995 |
| Rang  | 9    | 5    | 3    | 19   | 29   | 55   | -    | -    | 14   | 13   |

Source : (en) « Classements de Gabriela Sabatini », sur le site officiel du WTA Tour

## Distinctions
- Prix Olimpia (es) (meilleur sportif argentin) en 1987 et 1988[35].
- Membre de l'International Tennis Hall of Fame en 2006[36].
- IOC’S World Women and Sport Trophy en 2006[37].
- Prix CQS Jean Borotra International Club Sportsmanship en 2017[38].
- Désignée « athlète modèle » lors des Jeux olympiques de la jeunesse de 2018 à Buenos Aires[39].
- Prix Philippe Chatrier en 2019[40].